# Liste der Ministerpräsidenten Ungarns
Diese Liste umfasst alle Ministerpräsidenten Ungarns.

## 1848–1849:Unabhängigkeitskrieg
Parteien:
_ Oppositionspartei (Ellenzéki Párt)
| Nr. | Bild | Name (Lebensdaten)           | Amtszeit                                                                                  | Kabinett                     |
| --- | ---- | ---------------------------- | ----------------------------------------------------------------------------------------- | ---------------------------- |
| 1   |      | Lajos Batthyány (1807–1849)  | 17. März – 2. Oktober 1848                                                                | Kabinett Batthyány           |
| –   |      | Ádám Récsey (1775–1852)      | 2 – 7. Oktober 1848 (rechtswidrig ernannt)                                                | –                            |
| 2   |      | Lajos Kossuth (1802–1894)    | 2. Oktober 1848 – 1. Mai 1849 (de facto als Präsident des Landesverteidigungsausschusses) | Landesverteidigungsausschuss |
| 3   |      | Bertalan Szemere (1812–1869) | 2. Mai – 13. August 1849                                                                  | Kabinett Szemere             |

## 1867–1918: Königreich Ungarn
Parteien:
_ Deák Partei (Deák Párt), ab 1875: Liberale Partei (Szabadelvű Párt), ab 1910: Nationale Partei der Arbeit (Nemzeti Munkapárt)
_ Verfassungspartei (Alkotmánypárt)
_ Unabhängigkeitspartei (Függetlenségi és 48-as Párt)
| Nr.  | Bild | Name (Lebensdaten)                 | Partei                      | Amtszeit                             | Kabinett                    |
| ---- | ---- | ---------------------------------- | --------------------------- | ------------------------------------ | --------------------------- |
| 4    |      | Gyula Andrássy (1823–1890)         | Deák Partei                 | 17. Februar 1867 – 14. November 1871 | Kabinett Andrássy           |
| 5    |      | Menyhért Lónyay (1822–1894)        | Deák Partei                 | 14. November 1871 – 5. Dezember 1872 | Kabinett Lónyay             |
| 6    |      | József Szlávy (1818–1900)          | Deák Partei                 | 5. Dezember 1872 – 21. März 1874     | Kabinett Szlávy             |
| 7    |      | István Bittó (1822–1903)           | Deák Partei                 | 21. März 1874 – 2. März 1875         | Kabinett Bittó              |
| 8    |      | Béla Wenckheim (1811–1879)         | Liberale Partei             | 2. März 1875 – 20. Oktober 1875      | Kabinett Wenckheim          |
| 9    |      | Kálmán Tisza (1830–1902)           | Liberale Partei             | 20. Oktober 1875 – 13. März 1890     | Kabinett Kálmán Tisza       |
| 10   |      | Gyula Szapáry (1832–1905)          | Liberale Partei             | 13. März 1890 – 17. November 1892    | Kabinett Szapáry            |
| 11   |      | Sándor Wekerle (1848–1921)         | Liberale Partei             | 17. November 1892 – 14. Januar 1895  | Kabinett Wekerle I          |
| 12   |      | Dezső Bánffy (1843–1911)           | Liberale Partei             | 14. Januar 1895 – 26. Februar 1899   | Kabinett Bánffy             |
| 13   |      | Kálmán Széll (1843–1915)           | Liberale Partei             | 26. Februar 1899 – 27. Juni 1903     | Kabinett Széll              |
| 14   |      | Károly Khuen-Héderváry (1849–1918) | Liberale Partei             | 27. Juni – 3. November 1903          | Kabinett Khuen-Héderváry I  |
| 15   |      | István Tisza (1861–1918)           | Liberale Partei             | 3. November 1903 – 18. Juni 1905     | Kabinett István Tisza I     |
| 16   |      | Géza Fejérváry (1833–1914)         | parteilos                   | 18. Juni 1905 – 8. April 1906        | Kabinett Fejérváry          |
| (11) |      | Sándor Wekerle (1848–1921)         | Verfassungspartei           | 8. April 1906 – 17. Januar 1910      | Kabinett Wekerle II         |
| (14) |      | Károly Khuen-Héderváry (1849–1918) | Nationale Partei der Arbeit | 17. Januar 1910 – 22. April 1912     | Kabinett Khuen-Héderváry II |
| 17   |      | László Lukács (1850–1932)          | Nationale Partei der Arbeit | 22. April 1912 – 10. Juni 1913       | Kabinett Lukács             |
| (15) |      | István Tisza (1861–1918)           | Nationale Partei der Arbeit | 10. Juni 1913 – 15. Juni 1917        | Kabinett István Tisza II    |
| 18   |      | Móric Esterházy (1881–1960)        | parteilos                   | 15. Juni – 20. August 1917           | Kabinett Esterházy          |
| (11) |      | Sándor Wekerle (1848–1921)         | Verfassungspartei           | 20. August 1917 – 30. Oktober 1918   | Kabinett Wekerle III        |
| 19   |      | János Hadik (1863–1933)            | Verfassungspartei           | 30. Oktober – 31. Oktober 1918       | Kabinett Hadik              |
| 20   |      | Mihály Károlyi (1875–1955)         | Unabhängigkeitspartei       | 31. Oktober – 16. November 1918      | Kabinett Mihály Károlyi     |

## 1918–1919: (Volks-)Republik Ungarn
Parteien:
_ Unabhängigkeitspartei (Függetlenségi és 48-as Párt)
_ Bürgerliche Radikale Partei (Polgári Radikális Párt)
| Nr.  | Bild | Name (Lebensdaten)         | Partei                      | Amtszeit                            | Kabinett                |
| ---- | ---- | -------------------------- | --------------------------- | ----------------------------------- | ----------------------- |
| (20) |      | Mihály Károlyi (1875–1955) | Unabhängigkeitspartei       | 16. November 1918 – 18. Januar 1919 | Kabinett Mihály Károlyi |
| 21   |      | Dénes Berinkey (1871–1944) | Bürgerliche Radikale Partei | 18. Januar – 21. März 1919          | Kabinett Berinkey       |

## 1919: Ungarische Räterepublik
Parteien:
_ Ungarische Kommunistische Partei (MKP; Magyar Kommunista Párt)
_ Ungarische Sozialdemokratische Partei (MSZDP; Magyarországi Szociáldemokrata Párt)
| Nr. | Bild | Name (Lebensdaten)        | Partei | Amtszeit                   | Kabinett                     |
| --- | ---- | ------------------------- | ------ | -------------------------- | ---------------------------- |
| 22  |      | Sándor Garbai (1879–1947) | MKP    | 22. März – 31. Juli 1919   | Revolutionärer Regierungsrat |
| 23  |      | Gyula Peidl (1873–1943)   | MSZDP  | 1. August – 6. August 1919 | Kabinett Peidl               |

## 1919–1920: Republik Ungarn
Parteien:
_ Christlich Nationale Unionspartei (KNEP; Keresztény Nemzeti Egyesülés Pártja)
| Nr. | Bild                          | Name (Lebensdaten)           | Partei | Amtszeit                            | Kabinett                                   |
| --- | ----------------------------- | ---------------------------- | ------ | ----------------------------------- | ------------------------------------------ |
| 24  |                               | István Friedrich (1883–1951) | KNEP   | 7. – 15. August 1919 (provisorisch) | Provisorische beauftragte Beamtenregierung |
| 24  | 15. August – 4. November 1919 | István Friedrich (1883–1951) | KNEP   | Kabinett Friedrich                  |                                            |
| 25  |                               | Károly Huszár (1882–1941)    | KNEP   | 4. November 1919 – 15. März 1920    | Kabinett Huszár                            |

## 1920–1946: Königreich Ungarn
Parteien:
_ Christlich Nationale Unionspartei (KNEP; Keresztény Nemzeti Egyesülés Pártja)
_ Einheitspartei (EP; Egységes Párt)
_ Pfeilkreuzlerpartei – Hungaristische Bewegung (NYKP-HM; Nyilaskeresztes Párt – Hungarista Mozgalom)
_ Független Kisgazda-, Földmunkás- és Polgári Párt (FKgP; Unabhängige Kleinlandwirte-, Landarbeiter- und Bürger-Partei)
| Nr.  | Bild                            | Name (Lebensdaten)                   | Partei                       | Amtszeit                                              | Kabinett                        |
| ---- | ------------------------------- | ------------------------------------ | ---------------------------- | ----------------------------------------------------- | ------------------------------- |
| 26   |                                 | Sándor Simonyi-Semadam (1864–1946)   | KNEP                         | 15. März – 19. Juli 1920                              | Kabinett Simonyi-Semadam        |
| 27   |                                 | Pál Teleki (1879–1941)               | KNEP                         | 19. Juli 1920 – 14. April 1921                        | Kabinett Teleki I               |
| 28   |                                 | István Bethlen (1879–1946)           | KNEP (bis 1922) EP (ab 1922) | 14. April 1921 – 24. August 1931                      | Kabinett Bethlen                |
| 29   |                                 | Gyula Károlyi (1871–1947)            | EP                           | 24. August 1931 – 1. Oktober 1932                     | Kabinett Gyula Károlyi          |
| 30   |                                 | Gyula Gömbös (1886–1936)             | EP                           | 1. Oktober 1932 – 6. Oktober 1936 (im Amt verstorben) | Kabinett Gömbös                 |
| 31   |                                 | Kálmán Darányi (1886–1939)           | EP                           | 6. Oktober – 12. Oktober 1936 (geschäftsführend)      | Kabinett Gömbös                 |
| 31   | 12. Oktober 1936 – 14. Mai 1938 | Kálmán Darányi (1886–1939)           | EP                           | Kabinett Darányi                                      |                                 |
| 32   |                                 | Béla Imrédy (1891–1946)              | EP                           | 14. Mai 1938 – 15. Februar 1939                       | Kabinett Imrédy                 |
| (27) |                                 | Pál Teleki (1879–1941)               | EP                           | 15. Februar 1939 – 3. April 1941 (im Amt verstorben)  | Kabinett Teleki II              |
| 33   |                                 | László Bárdossy (1890–1946)          | EP                           | 3. April 1941 – 7. März 1942                          | Kabinett Bárdossy               |
| –    |                                 | Ferenc Keresztes-Fischer (1881–1948) | EP                           | 7. März – 9. März 1942 (geschäftsführend)             | Kabinett Bárdossy               |
| 34   |                                 | Miklós Kállay (1887–1967)            | EP                           | 9. März 1942 – 22. März 1944                          | Kabinett Kállay                 |
| 35   |                                 | Döme Sztójay (1883–1946)             | parteilos                    | 22. März – 29. August 1944                            | Kabinett Sztójay                |
| 36   |                                 | Géza Lakatos (1890–1967)             | parteilos                    | 22. August – 16. Oktober 1944                         | Kabinett Lakatos                |
| 37   |                                 | Ferenc Szálasi (1897–1946)           | NYKP-HM                      | 16. Oktober 1944 – 28. März 1945                      | Kabinett Szálasi                |
| 38   |                                 | Béla Miklós (1890–1948)              | parteilos                    | 22. Dezember 1944 – 15. November 1945 (in Opposition) | Provisorische Nationalregierung |
| 39   |                                 | Zoltán Tildy (1889–1961)             | FKgP                         | 15. November 1945 – 1. Februar 1946                   | Kabinett Tildy                  |

## 1946–1949: Republik Ungarn
Parteien:
_ Független Kisgazda-, Földmunkás- és Polgári Párt (FKgP; Unabhängige Kleinlandwirte-, Landarbeiter- und Bürger-Partei)
| Nr. | Bild | Name (Lebensdaten)        | Partei | Amtszeit                            | Kabinett             |
| --- | ---- | ------------------------- | ------ | ----------------------------------- | -------------------- |
| 40  |      | Ferenc Nagy (1903–1979)   | FKgP   | 4. Februar 1946 – 30. Mai 1947      | Kabinett Ferenc Nagy |
| 41  |      | Lajos Dinnyés (1901–1961) | FKgP   | 31. Mai 1947 – 10. Dezember 1948    | Kabinett Dinnyés     |
| 42  |      | István Dobi (1898–1968)   | FKgP   | 10. Dezember 1948 – 20. August 1949 | Kabinett Dobi        |

## 1949–1989: Volksrepublik Ungarn
Parteien:
_ Magyar Dolgozók Pártja (MDP; Ungarische Partei der Werktätigen; 1949–1956)
_ Magyar Szocialista Munkáspárt (MSZMP; Ungarische Sozialistische Arbeiterpartei; 1956–1989)
_ Magyar Szocialista Párt (MSZP; Ungarische Sozialistische Partei; 1989)
| Nr.  | Bild  | Name (Lebensdaten)         | Partei                         | Amtszeit                             | Kabinett              |
| ---- | ----- | -------------------------- | ------------------------------ | ------------------------------------ | --------------------- |
| (42) |       | István Dobi (1898–1968)    | MDP                            | 20. August 1949 – 14. August 1952    | Kabinett Dobi         |
| 43   |       | Mátyás Rákosi (1892–1971)  | MDP                            | 14. August 1952 – 4. Juli 1953       | Kabinett Rákosi       |
| 44   |       | Imre Nagy (1896–1958)      | MDP                            | 4. Juli 1953 – 18. April 1955        | Kabinett Imre Nagy I  |
| 45   |       | András Hegedüs (1922–1999) | MDP                            | 18. April 1955 – 24. Oktober 1956    | Kabinett Hegedüs      |
| (44) |       | Imre Nagy (1896–1958)      | MDP                            | 24. Oktober – 31. Oktober 1956       | Kabinett Imre Nagy II |
| (44) | MSZMP | Imre Nagy (1896–1958)      | 31. Oktober – 3. November 1956 |                                      | Kabinett Imre Nagy II |
| (44) | MSZMP | Imre Nagy (1896–1958)      | 3. November – 4. November 1956 | Kabinett Imre Nagy III               |                       |
| 46   |       | János Kádár (1912–1989)    | MSZMP                          | 4. November 1956 – 28. Januar 1958   | Kabinett Kádár I      |
| 47   |       | Ferenc Münnich (1886–1967) | MSZMP                          | 28. Januar 1958 – 13. September 1961 | Kabinett Münnich      |
| (46) |       | János Kádár (1912–1989)    | MSZMP                          | 13. September 1961 – 30. Juni 1965   | Kabinett Kádár II     |
| 48   |       | Gyula Kállai (1910–1996)   | MSZMP                          | 30. Juni 1965 – 14. April 1967       | Kabinett Kállai       |
| 49   |       | Jenő Fock (1916–2001)      | MSZMP                          | 14. April 1967 – 15. Mai 1975        | Kabinett Fock         |
| 50   |       | György Lázár (1924–2014)   | MSZMP                          | 15. Mai 1975 – 25. Juni 1987         | Kabinett Lázár        |
| 51   |       | Károly Grósz (1930–1996)   | MSZMP                          | 25. Juni 1987 – 24. November 1988    | Kabinett Grósz        |
| 52   |       | Miklós Németh (* 1948)     | MSZMP                          | 24. November 1988 – 7. Oktober 1989  | Kabinett Németh       |
| 52   | MSZP  | Miklós Németh (* 1948)     | 7. Oktober – 23. Oktober 1989  |                                      | Kabinett Németh       |

## Seit 1989: Republik Ungarn/Ungarn
Parteien:
_ Magyar Szocialista Párt (MSZP; Ungarische Sozialistische Partei)
_ Magyar Demokrata Fórum (MDF; Ungarisches Demokratisches Forum)
_ Fidesz – Magyar Polgári Szövetség (Fidesz; Fidesz – Ungarischer Bürgerbund)
| Nr.  | Bild                              | Name (Lebensdaten)        | Partei    | Amtszeit                                             | Kabinett             |
| ---- | --------------------------------- | ------------------------- | --------- | ---------------------------------------------------- | -------------------- |
| –    |                                   | Miklós Németh (* 1948)    | MSZP      | 23. Oktober 1989 – 23. Mai 1990 (geschäftsführend)   | Kabinett Németh      |
| 53   |                                   | József Antall (1932–1993) | MDF       | 23. Mai 1990 – 12. Dezember 1993 (im Amt verstorben) | Kabinett Antall      |
| 54   |                                   | Péter Boross (* 1928)     | MDF       | 12. Dezember – 21. Dezember 1993 (geschäftsführend)  | Kabinett Antall      |
| 54   | 21. Dezember 1993 – 15. Juli 1994 | Péter Boross (* 1928)     | MDF       | Kabinett Boross                                      |                      |
| 55   |                                   | Gyula Horn (1932–2013)    | MSZP      | 15. Juli 1994 – 6. Juli 1998                         | Kabinett Horn        |
| 56   |                                   | Viktor Orbán (* 1963)     | Fidesz    | 6. Juli 1998 – 27. Mai 2002                          | Kabinett Orbán I     |
| 57   |                                   | Péter Medgyessy (* 1942)  | parteilos | 27. Mai 2002 – 29. September 2004                    | Kabinett Medgyessy   |
| 58   |                                   | Ferenc Gyurcsány (* 1961) | MSZP      | 29. September 2004 – 9. Juni 2006                    | Kabinett Gyurcsány I |
| 58   | 9. Juni 2006 – 14. April 2009     | Ferenc Gyurcsány (* 1961) | MSZP      | Kabinett Gyurcsány II                                |                      |
| 59   |                                   | Gordon Bajnai (* 1968)    | parteilos | 14. April 2009 – 29. Mai 2010                        | Kabinett Bajnai      |
| (56) |                                   | Viktor Orbán (* 1963)     | Fidesz    | 29. Mai 2010 – 6. Juni 2014                          | Kabinett Orbán II    |
| (56) | 6. Juni 2014 – 10. Mai 2018       | Viktor Orbán (* 1963)     | Fidesz    | Kabinett Orbán III                                   |                      |
| (56) | 10. Mai 2018 – 24. Mai 2022       | Viktor Orbán (* 1963)     | Fidesz    | Kabinett Orbán IV                                    |                      |
| (56) | seit 24. Mai 2022                 | Viktor Orbán (* 1963)     | Fidesz    | Kabinett Orbán V                                     |                      |